# Le Brévedent
Le Brévedent est une commune française, située dans le département du Calvados en région Normandie, peuplée de 203 habitants.

## Géographie

### Hydrographie
La commune est située dans le bassin Seine-Normandie. Elle est drainée par le Chaussey et le fossé 01 de Brévedent,,.
Le Chaussey, d'une longueur de 13 km, prend sa source dans la commune du Pin et se jette  dans la Touques à Fierville-les-Parcs, après avoir traversé sept communes. 

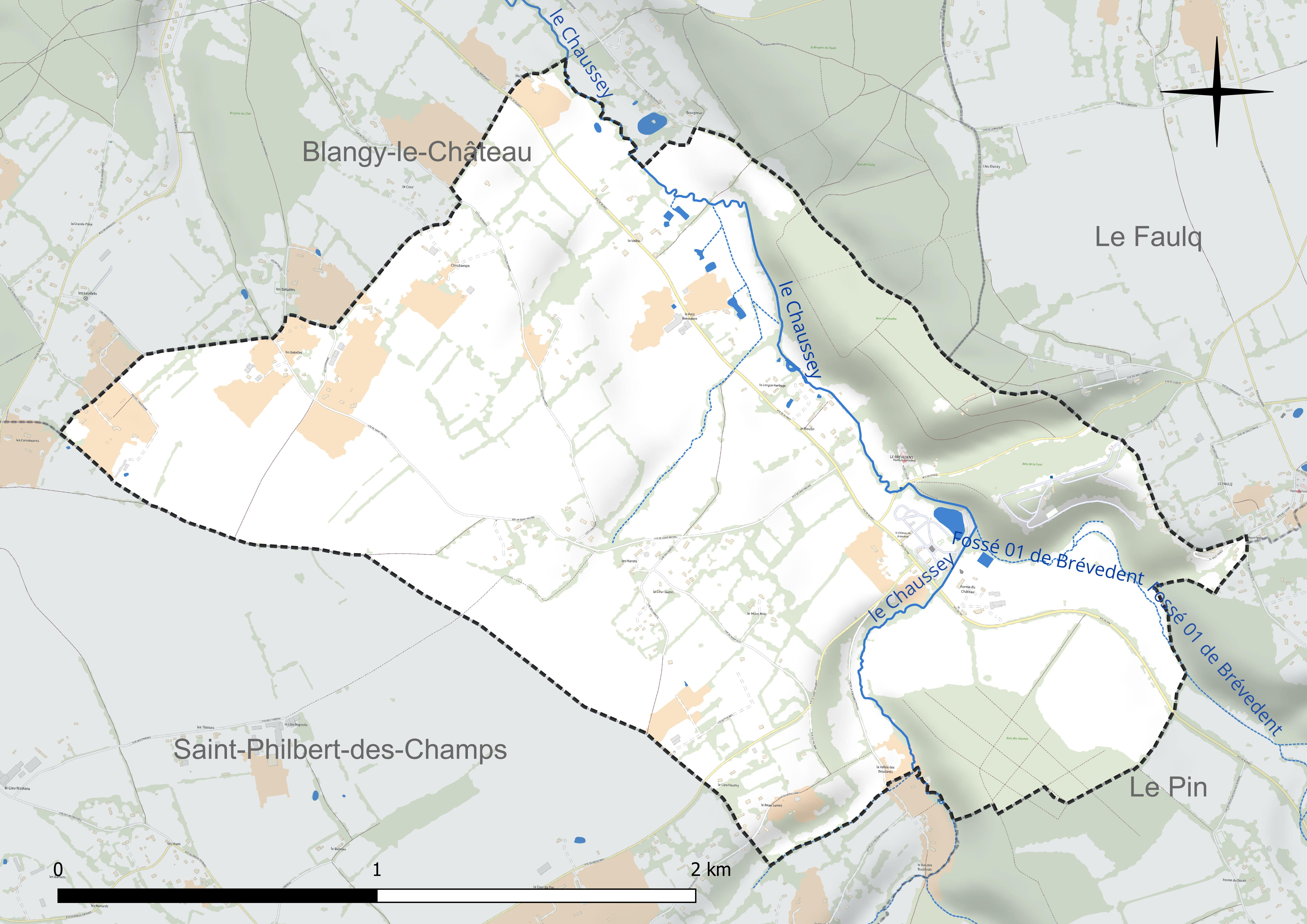
Réseau hydrographique du Brévedent.

### Climat
Pour des articles plus généraux, voir Climat de la Normandie et Climat du Calvados.
En 2010, le climat de la commune est de type climat océanique altéré, selon une étude du CNRS s'appuyant sur une série de données couvrant la période 1971-2000. En 2020, Météo-France publie une typologie des climats de la France métropolitaine dans laquelle la commune est exposée à un climat océanique et est dans la région climatique  Côtes de la Manche orientale, caractérisée par un faible ensoleillement (1 550 h/an) ; forte humidité de l'air (plus de 20 h/jour avec humidité relative > 80 % en hiver), vents forts fréquents. Parallèlement le GIEC normand, un groupe régional d'experts sur le climat, différencie quant à lui, dans une étude de 2020, trois grands types de climats pour la région Normandie, nuancés à une échelle plus fine par les facteurs géographiques locaux. La commune est, selon ce zonage, exposée à un « climat contrasté des collines », correspondant au Pays d'Auge, Lieuvin et Roumois, moins directement soumis aux flux océaniques et connaissant toutefois des précipitations assez marquées en raison des reliefs collinaires qui favorisent leur formation.
Pour la période 1971-2000, la température annuelle moyenne est de 10,4 °C, avec  une amplitude thermique annuelle de 13,2 °C. Le cumul annuel moyen de précipitations est de 847 mm, avec 12,9 jours de précipitations en janvier et 8,7 jours en juillet. Pour la période 1991-2020, la température moyenne annuelle observée sur la station météorologique la plus proche, située sur la commune de Lisieux à 11 km à vol d'oiseau, est de 11,7 °C et le cumul annuel moyen de précipitations est de 881,4 mm,. Pour l'avenir, les paramètres climatiques de la commune estimés pour 2050 selon différents scénarios d'émission de gaz à effet de serre sont consultables sur un site dédié publié par Météo-France en novembre 2022.

## Urbanisme

### Typologie
Au 1er janvier 2024, Le Brévedent est catégorisée commune rurale à habitat très dispersé, selon la nouvelle grille communale de densité à 7 niveaux définie par l'Insee en 2022.
Elle est située hors unité urbaine. Par ailleurs la commune fait partie de l'aire d'attraction de Lisieux, dont elle est une commune de la couronne,. Cette aire, qui regroupe 57 communes, est catégorisée dans les aires de 50 000 à moins de 200 000 habitants,.

### Occupation des sols
L'occupation des sols de la commune, telle qu'elle ressort de la base de données européenne d'occupation biophysique des sols Corine Land Cover (CLC), est marquée par l'importance des territoires agricoles (83,4 % en 2018), une proportion identique à celle de 1990 (83,4 %). La répartition détaillée en 2018 est la suivante : 
prairies (63,5 %), terres arables (19,9 %), forêts (16,6 %). L'évolution de l'occupation des sols de la commune et de ses infrastructures peut être observée sur les différentes représentations cartographiques du territoire : la carte de Cassini (XVIIIe siècle), la carte d'état-major (1820-1866) et les cartes ou photos aériennes de l'IGN pour la période actuelle (1950 à aujourd'hui).

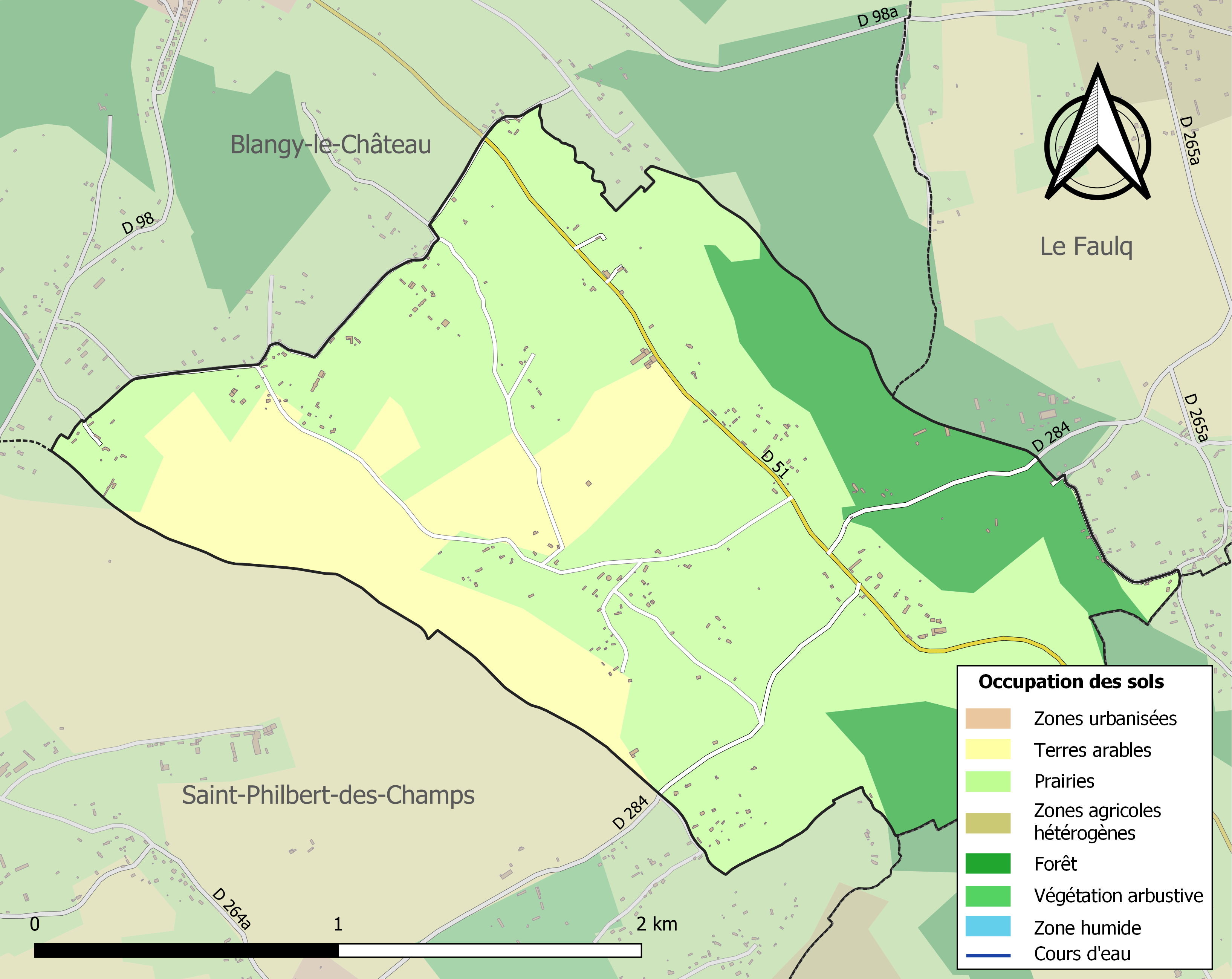
Carte des infrastructures et de l'occupation des sols de la commune en 2018 (CLC).

## Toponymie
Le nom de la localité est attesté sous les formes Bevredan en 1148 (AE, H), Bevredent en 1180 (magni rotuli, p. 37), Bievredan et Bevredan en 1184, Bievredan en 1195, Bivredan en 1198 (magni rotuli, p. 30, 2), Breveden 1309 (pouillé de Lisieux, p. 37, note 5), Fief de Brévedent en 1620 (fief de la vicomté d'Auge, sis à Manneville, p. 357).
Albert Dauzat émet l'hypothèse qu'il s'agit du même type toponymique biber-onna, qui a donné les Beauronne, Breuvannes, Brévonnes, etc. formé sur les mots gaulois biber « castor » et -onna « rivière » (au masculin -onno, d'où Beuvron, Bouvron) et pour expliquer l'évolution aberrante en -dent, il suppose l'attraction paronymique du nom commun dent. Plus loin dans le même ouvrage, il suggère un rapport avec le type toponymique Brive qui signifie « pont » en gaulois.
Les castors ont peuplé les rivières de France jusqu'au Moyen Âge.

## Politique et administration
| Période                                  | Période  | Identité                       | Étiquette | Qualité                                 |
| ---------------------------------------- | -------- | ------------------------------ | --------- | --------------------------------------- |
| 1953                                     | 1998     | Bruno Olivier de Sanderval     | DVD       | Exploitant agricole, conseiller général |
| 1998                                     | 2020     | Michel Verger                  | SE        | Exploitant agricole                     |
| 2020                                     | En cours | Jean-Aimé Olivier de Sanderval | SE        | Cadre export en retraite                |
| Les données manquantes sont à compléter. |          |                                |           |                                         |

## Démographie
L'évolution du nombre d'habitants est connue à travers les recensements de la population effectués dans la commune depuis 1793. Pour les communes de moins de 10 000 habitants, une enquête de recensement portant sur toute la population est réalisée tous les cinq ans, les populations de référence des années intermédiaires étant quant à elles estimées par interpolation ou extrapolation. Pour la commune, le premier recensement exhaustif entrant dans le cadre du nouveau dispositif a été réalisé en 2006.
En 2022, la commune comptait 203 habitants, en évolution de +17,34 % par rapport à 2016 (Calvados : +1,58 %, France hors Mayotte : +2,11 %).
| 1793 | 1800 | 1806 | 1821 | 1831 | 1836 | 1841 | 1846 | 1851 |
| ---- | ---- | ---- | ---- | ---- | ---- | ---- | ---- | ---- |
| 279  | 262  | 275  | 250  | 247  | 235  | 244  | 232  | 210  |

| 1856 | 1861 | 1866 | 1872 | 1876 | 1881 | 1886 | 1891 | 1896 |
| ---- | ---- | ---- | ---- | ---- | ---- | ---- | ---- | ---- |
| 200  | 214  | 203  | 197  | 200  | 194  | 195  | 188  | 168  |

| 1901 | 1906 | 1911 | 1921 | 1926 | 1931 | 1936 | 1946 | 1954 |
| ---- | ---- | ---- | ---- | ---- | ---- | ---- | ---- | ---- |
| 167  | 129  | 135  | 145  | 123  | 151  | 140  | 155  | 130  |

| 1962 | 1968 | 1975 | 1982 | 1990 | 1999 | 2006 | 2011 | 2016 |
| ---- | ---- | ---- | ---- | ---- | ---- | ---- | ---- | ---- |
| 126  | 94   | 86   | 94   | 101  | 146  | 151  | 158  | 173  |

| 2021 | 2022 | - | - | - | - | - | - | - |
| ---- | ---- | - | - | - | - | - | - | - |
| 191  | 203  | - | - | - | - | - | - | - |

## Économie
- Centre équestre.
- Camping.

## Lieux et monuments
- Église Saint-Michel. Construction et reconstructions du XIIe siècle au XVIe siècle

A l'intérieur, fonts baptismaux en marbre rose.
- Ancien presbytère

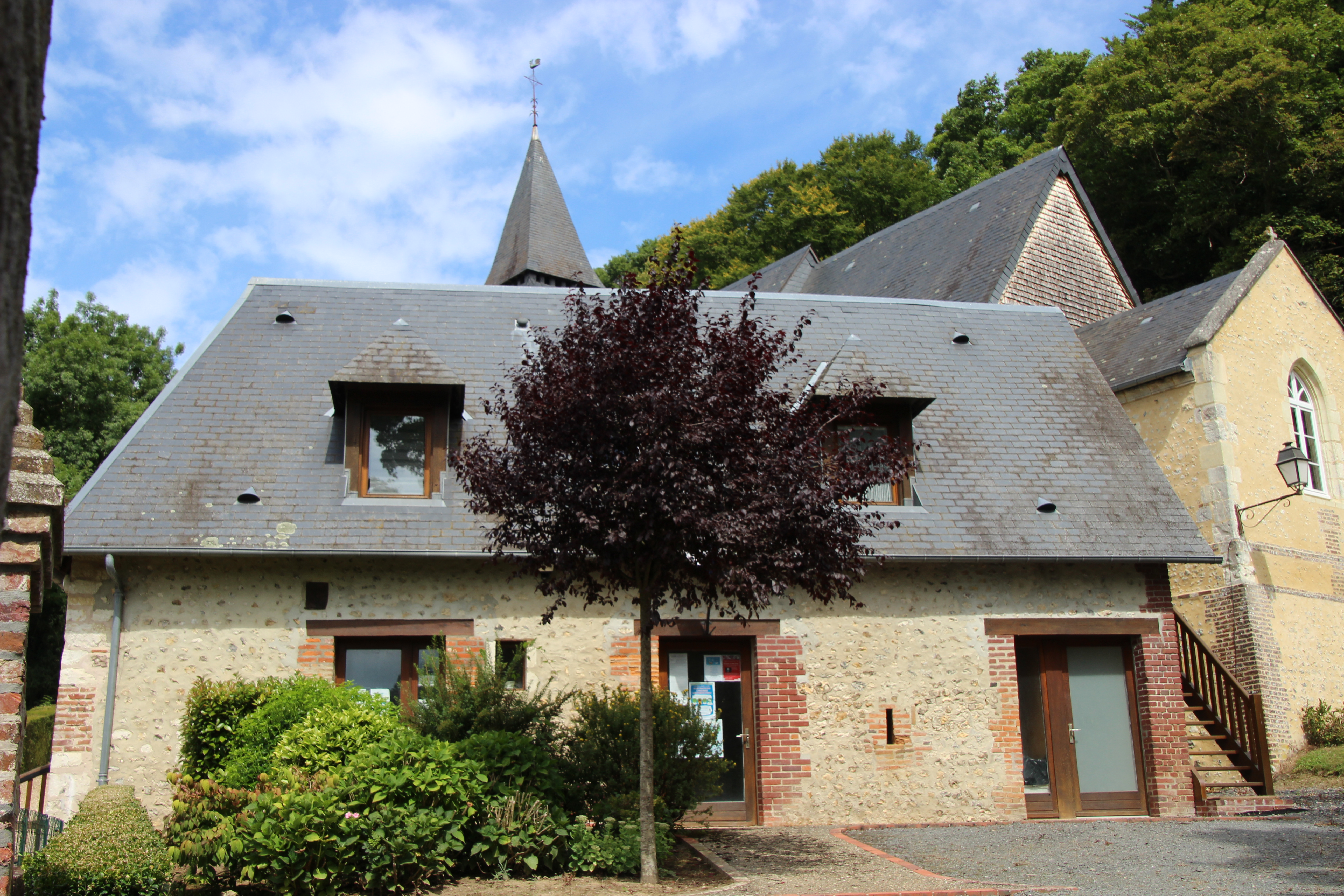
La mairie.
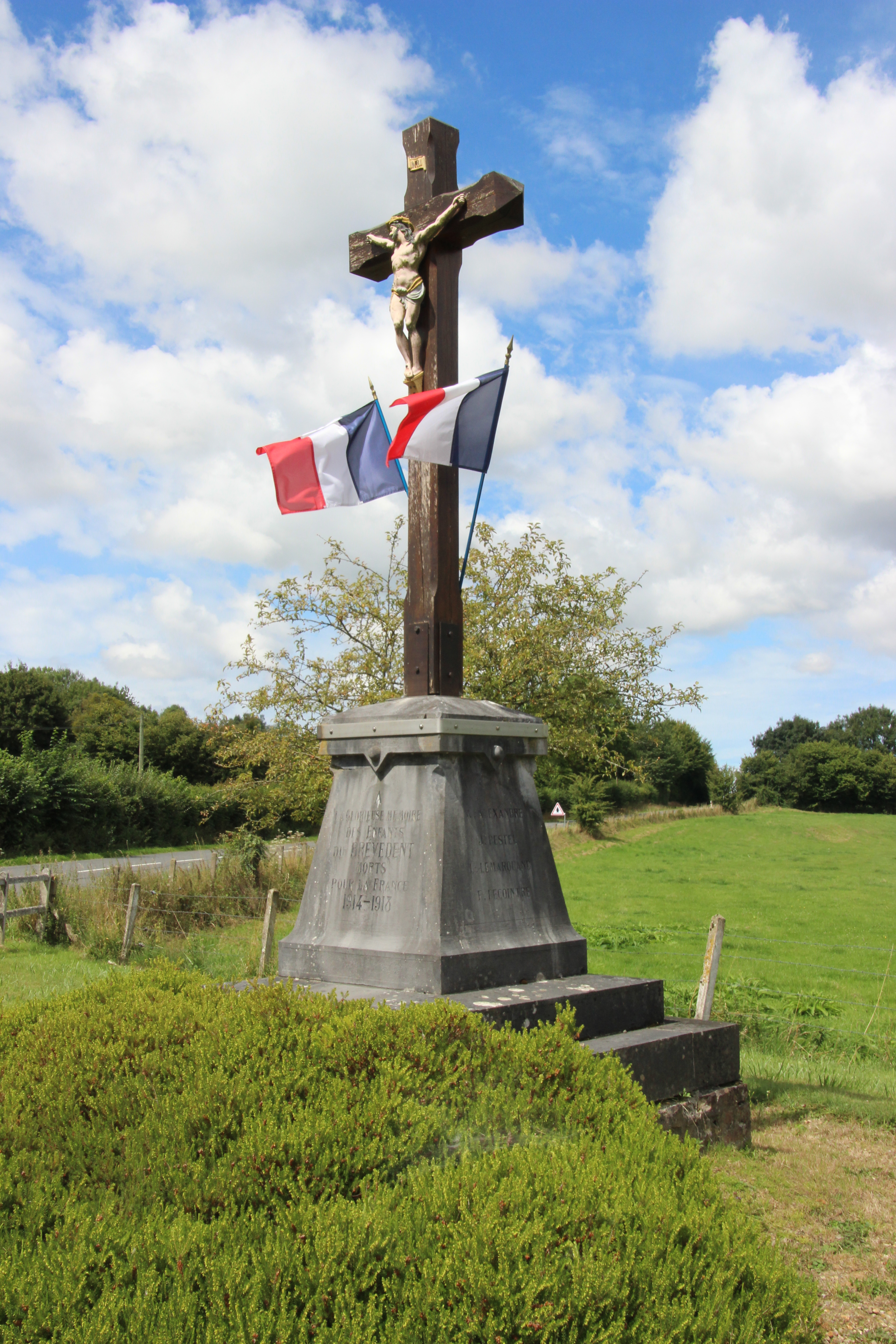
Le monument aux morts.
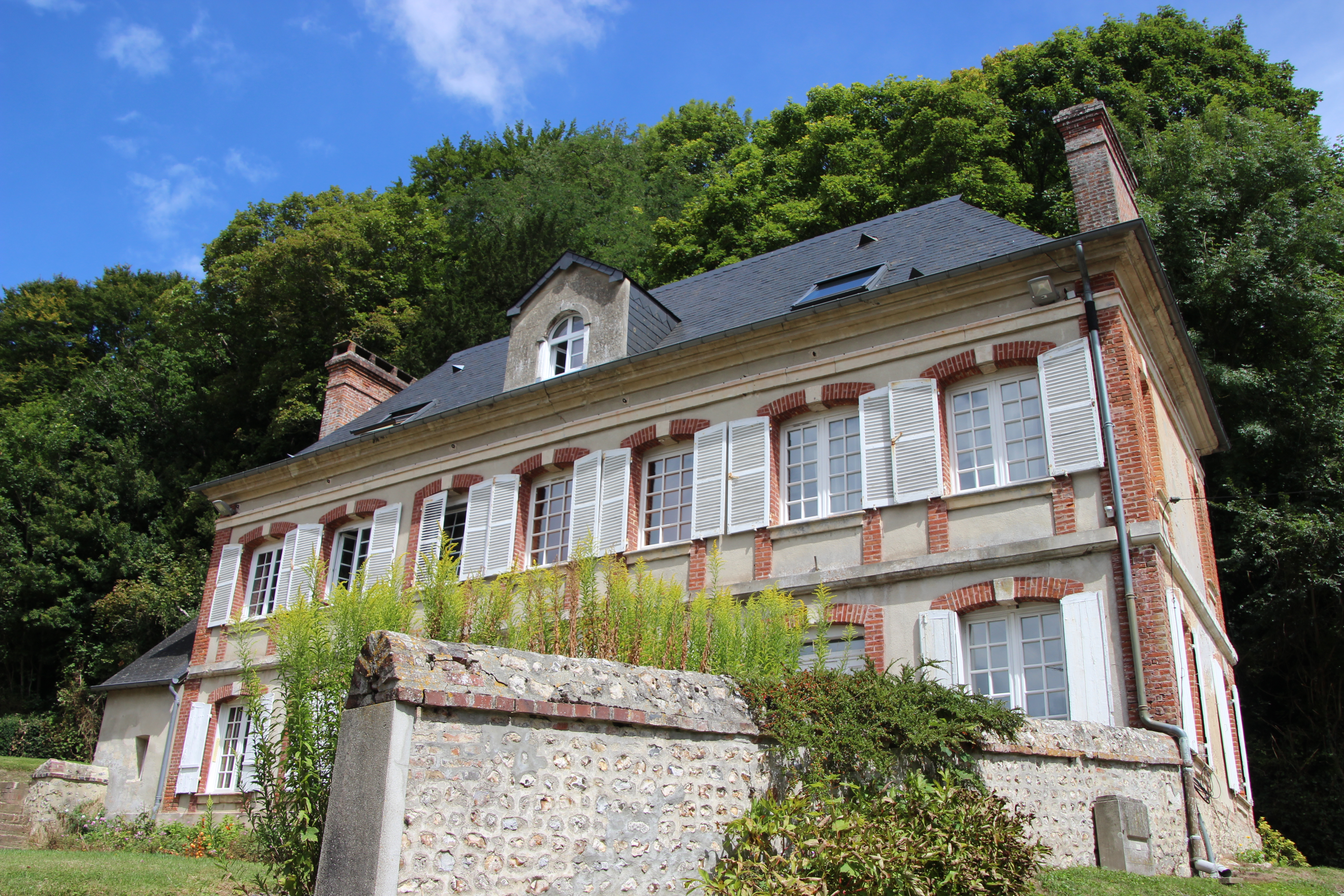
L'ancien presbytère.

## Activité et manifestations
Chaque année, à la mi-septembre, le camping Castel du Brévedent accueille le festival de musique Rêve en rythme (800 festivaliers en 2017).